# HAPLN2
HAPLN2‏ (Hyaluronan and proteoglycan link protein 2) هوَ بروتين يُشَفر بواسطة جين HAPLN2 في الإنسان.